# Malandramente
"Malandramente" é um single lançado pelo produtor musical de funk carioca Dennis DJ, com os MC's Nandinho e Nego Bam. Foi disponibilizada para download digital no iTunes em 20 de junho de 2016.

## Sobre
Após o seu lançamento, a canção tornou-se um viral no Brasil, sendo a faixa mais ouvida em streaming em julho, tendo sido a primeira colocada em plataformas como Spotify e Apple Music. A letra da canção foi baseada, segundo os próprios compositores, favoravelmente ao movimento feminista, apesar de conter os termos "madeirada" e "safada".
O videoclipe oficial da música foi lançado no canal do YouTube do produtor Dennis DJ em 8 de julho de 2016, tendo aparições de tanto deste quanto dos MCs Nandinho & Nego Bam. Tornou-se o nono videoclipe mais visto no país em todo o ano, sendo o terceiro de funk, atrás de "Bumbum Granada", de MC Zaac & Jerry Smith, e "Cheia de Marra", de MC Livinho.
Após o seu lançamento, a música tornou-se um meme na internet, com diversas paródias, incluindo uma em que uma parte do show do cantor Jon Bon Jovi é executado com trechos da música. A canção recebeu críticas da revista IstoÉ pelo suposto conteúdo vulgar apresentado no lírico.
O sucesso da música fez com que os três artistas se tornassem os mais buscados na área musical do Google no Brasil, durante o ano de 2016.